# 西北省 (斯里兰卡)
西北省是斯里蘭卡西北海岸的一個省份。面積7,506平方公里。2001年人口為2,169,892人。首府庫魯內格勒。下分2區。